# Confusional Quartet
I Confusional Quartet sono un gruppo musicale bolognese, attivo tra fine anni settanta e inizio ottanta e dal 2011 tornati in attività.

## Storia

### Confusional Quartet tra '70 ed '80
I Confusional Quartet iniziarono la carriera col nome di Confusional Jazz Rock Quartet per poi abbandonare la connotazione di genere. La formazione comprende Lucio Ardito al basso, Gianni Cuoghi alla batteria, Enrico Serotti alla chitarra, e Marco Bertoni alle tastiere. Il gruppo non ha cantante.
Il 2 aprile 1979 i Confusional Quartet partecipano al Bologna Rock, un festival che si svolse al Palasport e che vedeva sul palco i principali gruppi dell'allora scena punk rock e new wave bolognese. Fra questi vi erano i Windopen, Gaznevada, Skiantos, Bieki, Naphta, Luti Chroma, Andy J. Forest, Frigos e Cheaters. I Confusional Quartet realizzarono per l'occasione una personalizzazione di Nel blu dipinto di blu di Domenico Modugno.
Nel 1980 pubblicarono il loro primo album omonimo per la Italian Records di Oderso Rubini.

### 2011: La reunion
Nel 2011 ricominciano a suonare insieme nella formazione originale. Le sessions tenute dopo trent'anni di lontananza sono registrate e pubblicate da Ansaldi Records in Italia calibro X, debitamente postprodotte da CQ e Gianni Gitti. Inoltre scrivono nuovi brani per un nuovo album intitolato Confusional Quartet, pubblicato da Hell Yeah!, coprodotto da Giulio Ragno Favero (Teatro degli Orrori, One Dimensional Man). Il singolo Futurfunk è scritto insieme a Bob Rifo (The Bloody Beetroots). Ricominciano a suonare dal vivo.
A fine estate 2013 Gianni Cuoghi lascia il gruppo. Al suo posto Claudio Trotta (Deus Ex Machina, Testa De Porcu). Nel 2014 pubblicano l'album Play Demetrio Stratos

## Stile
Visivamente si ispiravano all'immagine dei Devo, vestiti con tute bianche industriali. Il loro stile invece non aveva molto a che fare coi Devo, era piuttosto un misto di jazz, new wave, no wave, siglette pubblicitarie e campionamenti. La "confusione" era infatti il loro peculiare modo di affiancare in modo repentino i generi musicali più diversi. Le sonorità del primo album ricordano in particolar modo quelle dei Devo ma anche degli italiani Area, dichiaratamente innervate da una buona dose di estetica futurista.

## Formazione

### Formazione attuale
- Lucio Ardito - basso
- Marco Bertoni - tastiere
- Giovanni "Gianni" Cuoghi - batteria (fino ad agosto 2013)
- Claudio Trotta - batteria (da novembre 2013)
- Enrico Serotti - chitarra

### Ex componenti
- Stefania "Paperina" Maggio (1981)
- Michele Bettinelli (1981)

## Discografia

### Album
- 1980 - Confusional Quartet (Italian Records, LP)
- 2011 - Italia calibro X (Ansaldi, CD)
- 2012 - Confusional Quartet (Hell Yeah Recordings, CD/LP)
- 2014 - Confusional Quartet play Demetrio Stratos (Expanded Music, CD/LP)
- 2022 - Confusional Quartet (Trobarobato)

### Raccolte
- 2010 - Made in Italy 1978-1982 (Astroman.it, CD)

### EP
- 1981 Confusional Quartet (Italian Records, 10")

### Singoli
- 1980 - Volare / Nedbo Zip (Italian Records, 7")
- 1981 - Documentario (Italian Records, 3x7")

### Partecipazioni
- 1982 - AA.VV. Mission Is Terminated-Nice Tracks(Nice Label, 2xLP)
- 2005 - AA.VV. Confuzed Disco Sampler 1 (remix by Scuola Furano) (Mantra Vibes, 12")
- 2010 - AA.VV. Bologna Rock (Cramps, CD)
- 2012 - AA.VV. Futurfunk (Sfera Cubica, CD)
- 2013 - AA.VV. Nebdo Zip (Spittle, CD/LP)